# Carte hypsométrique

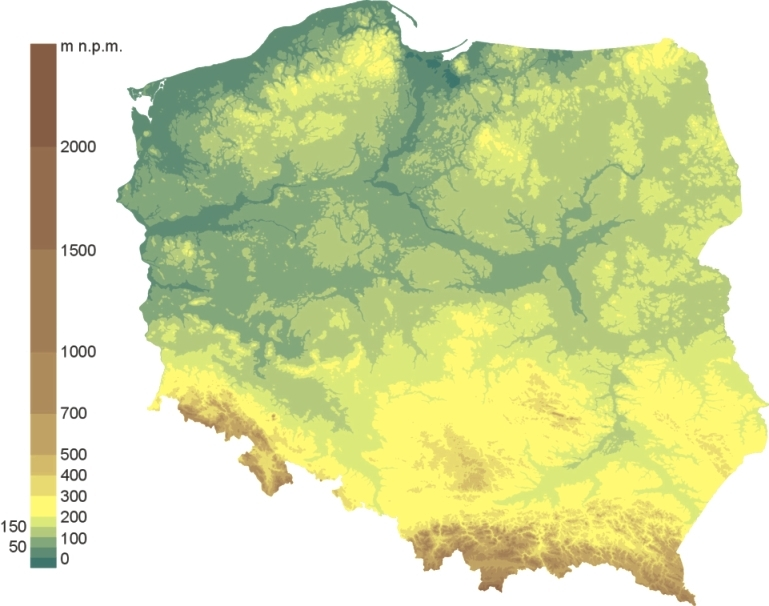
Carte hypsométrique de la Pologne.

Une carte hypsométrique, ou carte à couches colorées est un type de carte géographique et topographique sur laquelle la forme de la surface terrestre est cartographiée à l'aide de courbes de niveau et de couleurs en aplats. La carte hypsométrique présente des hauteurs sélectionnées et illustre visuellement la disposition des basses terres, des hautes terres et des montagnes. Sur les cartes hypsométriques détaillées (de petites zones), on peut lire des reliefs convexes (collines, monticules et montagnes), ainsi que des reliefs concaves (vallées et petits bassins).

## Histoire
La première carte de ce type, couvrant les parties méridionales de la Norvège et de la Suède, a été préparée en 1835 par l'officier militaire suédois Carl af Forsell (sv), qui utilisa des couleurs vertes pour le terrain le plus bas (jusqu'à 300 pieds), rouges de 300 à 800 pieds, jaunes de 800 à 2 000 pieds, et blanches au-dessus. La popularisation des cartes hypsométriques a été influencée par le cartographe allemand Emil von Sydow, qui a marqué toutes les basses terres et les plaines en vert, et les hautes terres et les montagnes en blanc ou en marron, avec des hachures ; ainsi que par le géographe autrichien Karl Peucker (de), qui a mené des recherches sur l'effet stéréoscopique des couleurs sur l'œil humain.
Peucker soutient que, pour une intensité d'éclairage égale, les objets placés à la même distance de l'œil et sur un fond uniforme n'apparaissent pas également éloignés, mais les objets rouges apparaissent les plus proches, les objets jaunes plus distants, quant aux objets bleus, ils paraissent plus éloignés encore. Les changements de saturation au sein d’une même couleur affectent également la perception de la distance : pour les couleurs rouge et jaune (définies comme « plastiquement positives »), la distance semble augmenter avec la diminution de la saturation. Dans le cas des tons verts et bleus (« plastiquement négatifs »), l’effet est inverse : avec l’augmentation de l’intensité des couleurs, les objets semblent plus éloignés.

## Échelle hypsométrique

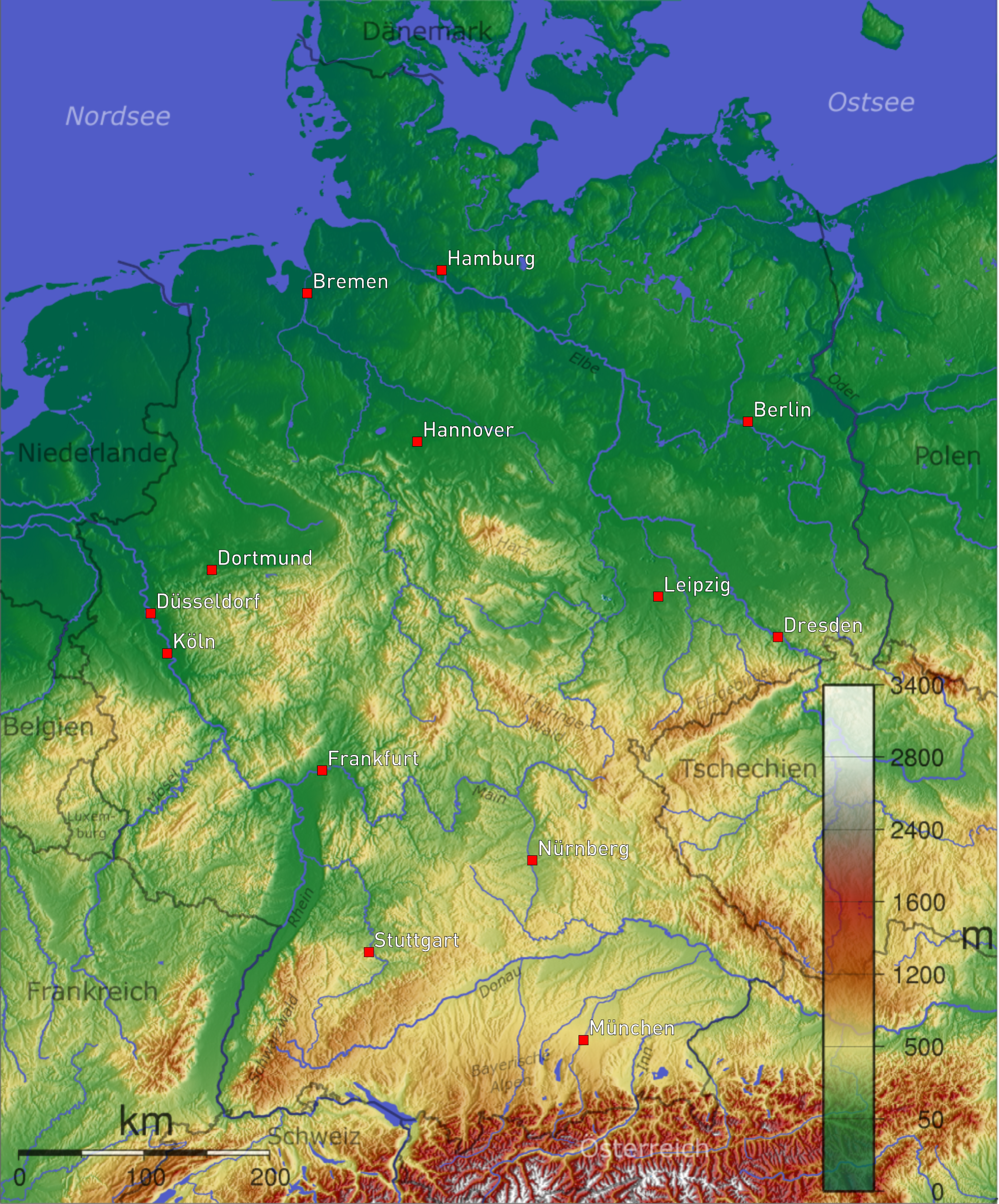
Carte hypsométrique de l'Allemagne.

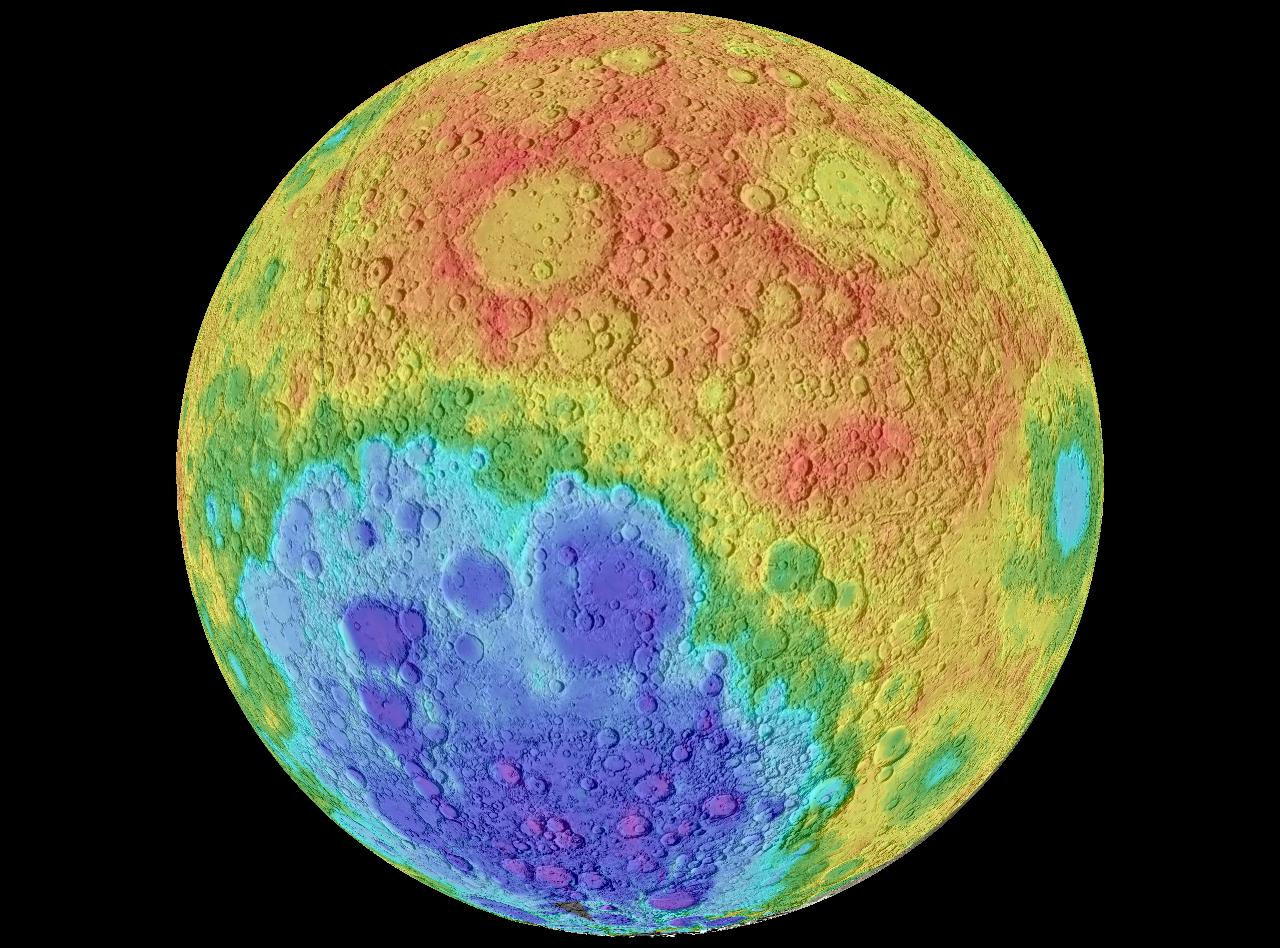
Carte hypsométrique de la Lune.

L'échelle de couleurs hypsométrique utilise la propriété de la vision humaine, qui interprète les objets rouges comme plus proches et les couleurs froides comme plus éloignées. Selon les traditions et le terrain du pays, ainsi que les coutumes de l'éditeur de cartes, des couleurs plus intenses ou plus atténuées sont utilisées.
Couleurs principales sur l'échelle hypsométrique des couleurs :
- dépression : vert foncé ;
- 0–100 m : bleu-vert ;
- 100–200 m : vert-jaune ;
- 200–500 m : jaune ;
- 500–1 000 m : marron clair ;
- 1 000–2 000 m : brun ;
- 2 000–4 000 m : brun-rouge ;
- 4 000–5 000 m : bordeaux ;
- sommets : blanc.

Les limites ci-dessus sont plutôt conventionnelles et selon la zone représentée sur la carte, elles peuvent différer considérablement.
La méthode hypsométrique a été utilisée et popularisée à plus grande échelle par Eugeniusz Romer (en), qui a publié en 1908 le premier atlas du monde (Atlas geograficzna, publié plus tard sous le titre Mały atlas geograficzny) contenant des cartes hypsométriques comme cartes de base.

## Hypsométrie et ombrage
L'hypsométrie est parfois combinée à l'ombrage ; Peucker lui-même était partisan de cette solution qui reflète mieux les reliefs, ce que d'autres géographes récusent. Eugeniusz Romer affirme que « l'hypsométrie pure est la méthode graphique la plus appropriée pour l'enseignement de la géographie ».